# Jörg Köpke
Jörg Peter Leberecht Köpke (* 22. April 1941 in Eberswalde; † 29. Dezember 2021) war ein deutscher Generalmajor der Luftwaffe der Bundeswehr. Er war von 1991 bis 1994 Kommandeur der Offizierschule der Luftwaffe und von 1998 bis 2002 Amtschef des Luftwaffenamtes.

## Leben
Beförderungen
- 1963 Leutnant
- 1966 Oberleutnant
- 1968 Hauptmann
- 1973 Major
- 1977 Oberstleutnant
- 1984 Oberst
- 1991 Brigadegeneral
- 1994 Generalmajor

Köpke trat 1961 in die Luftwaffe der Bundeswehr ein. Er leistete zunächst Grundwehrdienst beim Luftwaffenausbildungsregiment 1 in Pinneberg. Danach absolvierte er den Offizierlehrgang beim 4./Offizierausbildungsbataillon in Fürstenfeldbruck und den Offizierlehrgang an der 3./Offizierschule der Luftwaffe in Neubiberg. 1963 wurde er S3 beim Luftwaffenausbildungsregiment 5 in Wentorf. Von 1964 bis 1967 war er Zugführer in der 3./Fla-Raketenbataillon 35 in Oldenburg. Danach war er Lehroffizier an der Raketenschule der Luftwaffe in Fort Bliss in El Paso, Texas. Von 1970 bis 1972 war er Batteriechef der 4./Fla-Raketenbataillon 36 in Schiffdorf.
Von 1972 bis 1974 besuchte er den 17. Generalstabslehrgang Luftwaffe an der Führungsakademie der Bundeswehr in Hamburg. Von 1974 bis 1977 war er Einsatzgeneralstabsoffizier der 4. Luftwaffendivision in Aurich. Danach ging er als Dozent A3 an die FüAkBw. Von 1980 bis 1982 war er Kommandeur des Fla-Raketenbataillon 32 in Freising. Von 1982 bis 1984 wurde er Referent im Führungsstab der Luftwaffe in Bonn. 1984/85 war er Gruppenleiter im Luftflottenkommando in Köln. 1985/86 wurde er Referatsleiter im Planungsstab des Bundesministers der Verteidigung in Bonn.
1986/87 absolvierte er das 69. NATO Defense College in Rom. Von 1987 bis 1989 war er Einsatzgeneralstabsoffizier im Allied Air Forces Central Europe in Ramstein. 1989/90 besuchte er das Royal College of Defence Studies in London. Von 1991 bis 1994 war er Kommandeur der Offizierschule der Luftwaffe in Fürstenfeldbruck. Danach war er stellvertretender Kommandierender General des Luftwaffenkommandos Nord in Kalkar und stellvertretender Befehlshaber des Luftwaffenführungskommandos in Köln. 1998 wurde er Amtschef des Luftwaffenamtes in Köln. Mit Ablauf des 30. September 2001 wurde er in den Ruhestand versetzt.
Köpke war Vizepräsident des Bundesvorstandes der Gesellschaft für Sicherheitspolitik.
Köpke war verheiratet, evangelisch und Vater von zwei Kindern.

## Auszeichnungen
- Bundesverdienstkreuz am Bande
- Ehrenkreuz der Bundeswehr in Gold
- Meritorious Service Medal